# Tysklands MotoGP 1993
Tysklands MotoGP 1993 kördes den 13 juni på Hockenheimring.

## 500GP

### Slutresultat
| Plats | Förare            | Märke  | Grid | Kvaltid  |
| ----- | ----------------- | ------ | ---- | -------- |
| 1     | Daryl Beattie     | Honda  | 5    | 1.59,536 |
| 2     | Kevin Schwantz    | Suzuki | 4    | 1.59,114 |
| 3     | Shinichi Itoh     | Honda  | 1    | 1.58,976 |
| 4     | Àlex Crivillé     | Honda  | 3    | 1.59,035 |
| 5     | Wayne Rainey      | Yamaha | 6    | 1.59,584 |
| 6     | Doug Chandler     | Cagiva | 8    | 2.01,137 |
| 7     | Mat Mladin        | Cagiva | 12   | 2.02,809 |
| 8     | Luca Cadalora     | Yamaha | 11   | 2.02,807 |
| 9     | Niall Mackenzie   | Yamaha | 10   | 2.02,585 |
| 10    | Bernard Garcia    | Yamaha | 13   | 2.03,264 |
| 11    | Tsumoto Udagawa   | Yamaha | 18   | 2.04,271 |
| 12    | Laurent Naveau    | Yamaha | 21   | 2.04,834 |
| 13    | Michael Rudroff   | Yamaha | 22   | 2.05,076 |
| 14    | J.M. López Mella  | Yamaha | 15   | 2.03,478 |
| 15    | Bruno Bonhuil     | Yamaha | 28   | 2.05,839 |
| 16    | Serge David       | Yamaha | 17   | 2.04,178 |
| 17    | John Reynolds     | Yamaha | 29   | 2.06,004 |
| 18    | Andreas Meklau    | Yamaha | 24   | 2.05,605 |
| 19    | Renzo Colleoni    | Yamaha | 26   | 2.05,751 |
| 20    | Cees Doorakkers   | Yamaha | 31   | 2.06,706 |
| 21    | Mick Doohan       | Honda  | 2    | 1.59,017 |
| 22    | Simon Crafar      | Yamaha | 20   | 2.04,525 |
| 23    | J-L Romansens     | Yamaha | 33   | 2.06,979 |
| 24    | Jeremy McWilliams | Yamaha | 19   | 2.04,345 |
| 25    | Kevin Mitchell    | Yamaha | 23   | 2.05,434 |
| 26    | Alex Barros       | Suzuki | 7    | 1.59,972 |
| 27    | Darren Dixon      | Yamaha | 30   | 2.06,030 |
| 28    | Corrado Catalano  | Yamaha | 9    | 2.02,285 |
| 29    | José Kuhn         | Yamaha | 14   | 2.03,324 |
| 30    | Thierry Crine     | Yamaha | 25   | 2.05,722 |
| 31    | Sean Emmett       | Yamaha | 16   | 2.04,112 |
| 32    | Niggi Schmassman  | Yamaha | 32   | 2.06,714 |
| 33    | Lucio Pedercini   | Yamaha | 27   | 2.05,820 |